# Марија Еристави
Марија Еристави (груз. მერი ერისთავი-შერვაშიძე; девојачко Шервашидзе; (1888  —  21. јануар 1986) била је истакнута грузијска аристократкиња, модна икона и једна од најранијих модела Коко Шанел. Она је заузимала цењен положај у грузијском високом друштву, као и на руском царском двору у последњих неколико деценија свог живота. За Марију се понекад верује да је безнадежна љубав Галактиона Табидзеа, једног од водећих грузијских песника тога времена.

## Биографија

### Породица, детињство и младост
Марија је рођена у Батумију, Грузија, у породици истакнутог грузијског генерал-мајора принца Прокофа Шервашидзеа. Била је популарна у Грузији због своје лепоте и нежног изгледа и чак је добила комплименте цара Русије Николаја II Александровича када ју је упознао током његове посете Тбилисију 1912. године.
Када јој је отац постао члан Државне думе Руске Империје, породица је морала да се пресели у Санкт Петербург, где је Марија постала дворска дама царици Александри Фјодоровној. Након очеве смрти, Марија се вратила у родну Грузију и остатак младости провела на западу земље са мајком и сестрама близнакињама, Јеленом и Тамаром.

### Брак и бољшевичка инвазија на Грузију
После успостављања Прве грузијске републике после Руске револуције, Маријин вереник, принц Георг Еристави - важан грузијски племић, праунук краља Грузије Хераклија II и бивши ађутант Николе II - вратио се у Грузију са намером да је ожени. Венчали су се у Кутаисију убрзо по његовом доласку и вероватно се из безбедносних разлога трајно населили у земљи која је у то време била стабилно мањшевичко упориште под немачком заштитом.
Мир у Грузији није дуго трајао и пар је био приморан да напусти земљу у марту 1921, током инвазије Црвене армије на Грузију. Да би избегла затвор, депортацију или смрт, Марија се заједно са другим истакнутим грузијским племићима и владиним званичницима упутила на брод из града Батуми. Поново се спојила са супругом у Истанбулу, где ју је дочекао Георг; пар је заједно наставио путовање у Француску.

### Француска и последње године
Након доласка у Париз, Марија и Георг настанили су се у Rue de la Tour у 16. округу, популарном у француском високом друштву. Због губитака насталих услед бекства из Грузије, Маријина породица суочила се са финансијским проблемима док је живела у овом скупоценом кварту. Из тог разлога, Маријина мајка и сестре, Јелена и Тамара, у почетку су живеле са младим паром. Ова ситуација се променила када је породица успела да отвори сопствени атеље за одећу и додатно се побољшала када је Марија постала манекенка код Коко Шанел, тада све популарније француске модне креаторке.
Убрзо након овог успеха, Маријина породица се одселила, а њен супруг Георг је умро; брачни пар није имао деце. Марија је провела остатак свог живота живећи сама и ретко је успостављала контакте са другим грузијским емигрантима, осим посете локалној жупи Грузијске православне цркве. У последњим годинама свог живота била је приморана да се пресели у старачки дом где су јој, захваљујући побољшаним финансијским околностима, обезбедили личну собарицу. И поред пресељења, у 16. округу је наставила да посећује своје пријатеље како би играла карте. Према њеном пријатељу Бабо Дадиани, Маријина соба била је испуњена цвећем познатих и непознатих обожаватеља.
Због имиграционе политике затворених врата Совјетског Савеза, Марија се, попут других емиграната из Прве Републике, никада није могла вратити у Батуми, преминувши у Француској у 97. години. Она и њен супруг сахрањени су на руском гробљу Сент-Женевијев-де-Боа.

## Марија и Галактион
За познатог грузијског песника Галактиона Табидзеа мислило се да је био заљубљен у Марију. Прича о Табидзеовим наводним романтичним осећањима према принцези проширила се широм Грузије након објављивања његове песме под називом "Марија", у којој је песник горко описао церемонију венчања неке Марије, не прецизирајући да ли мисли на принцезу Еристави. Принцеза Марија се није сложила са гласинама, наглашавајући да је песма први пут објављена 1915. године у грузијском часопису Позориште и живот, док се њено венчање с принцом Георгом Еристави догодило тек 1918. године.